# Trzebnica
Trzebnica (AFI: [tʂɛbˈɲit͡sa]; en alemán: Trebnitz; en checo: Třebnice) es una ciudad del distrito de Trzebnica que forma parte del voivodato de Baja Silesia, en el sudoeste de Polonia. En 2012 tenía una población de 12.727 personas.

## Historia
Trzebnica aparece mencionada por primera vez en un escrito del año 1138. 
En el siglo XII, el área estaba dentro de las posesiones del Monasterio de San Vicente en Wrocław, perteneciente a la Orden de Canónigos Premonstratenses. 

En 1202, el Duque Enrique I el Barbudo y su mujer Eduviges de Andechs fundaron un convento cisterciense, el actual Santuario de Santa Eduviges en Trzebnica, el primero en Polonia. El monasterio fue habitado por monjas alemanas. 

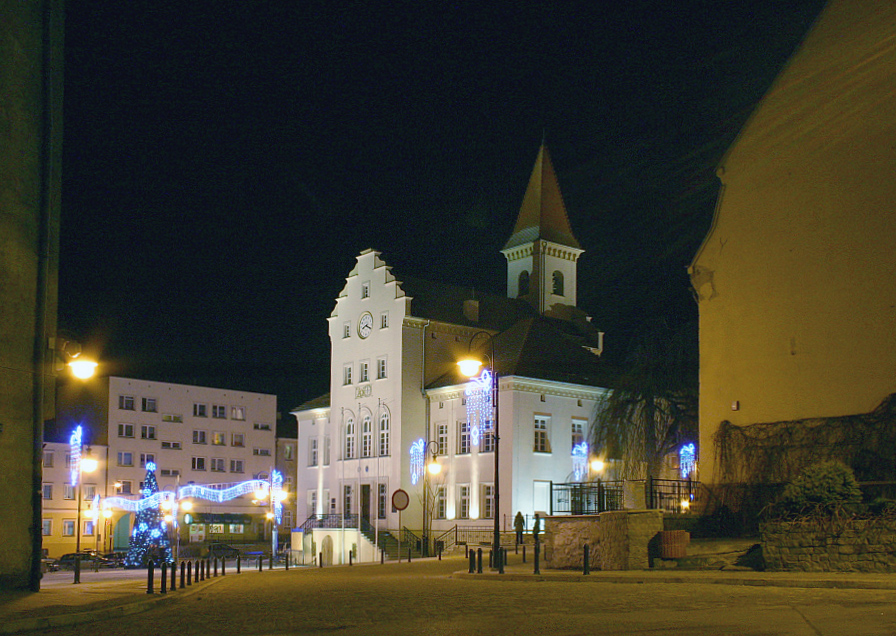
Ayuntamiento

En 1250 Trzebnica recibió privilegios de ciudad. Pasó a estar bajo la jurisdicción del Ducado de Oels de Baja Silesia en el 1323, y fue feudo del Reino de Bohemia desde el año 1328.
En 1480, el Duque Konrad X el Blanco, otorgó la ciudad al Santuario cisterciense de Santa Eduviges en Trzebnica (también conocido como Monasterio de Trzebnica). 
La ciudad y el monasterio fueron devastados varias veces: por el fuego, por la peste y también por las tropas Husitas en 1430.
En 1703 nació la princesa Maria Leszczyńska, que posteriormente sería Reina de Francia y de Navarra por su casamiento con Luis XV.
En 1742, Trzebnica (así como la mayoría del territorio de Silesia) fue anexionada al Reino de Prusia y el monasterio acabó siendo secularizado en el año 1810.
Al mismo tiempo, en esos años, la ciudad había llegado a ser un importante centro de fabricación de tejidos. En 1870, la Orden de San Juan adquirió los antiguos terrenos del monasterio para establecer un hospital bajo el cuidado de las Hermanas de la Caridad de San Carlos, que siguen a cargo a día de hoy.
La localidad de Trzebnica resultó muy dañada durante la Segunda Guerra Mundial.
En 1945, con la implementación de la Oder-Neisse, según los acuerdos de Potsdam, la ciudad pasó a formar parte de Polonia y la población alemana que residía allí fue expulsada.

## Hermanamientos
Trzebnica está hermanada con:
- Kitzingen, Alemania
- Vynnyky, Ucrania